# 山崎正勝
山崎 正勝（やまざき まさかつ、1944年10月 - ）は、日本の科学者、物理学者、科学史家、理学博士。東京工業大学名誉教授。専門は科学史、科学社会学、物理学史。

## 経歴
1944年、静岡県で技術者の父のもとで生まれる。1963年に東京都立大学附属高等学校を卒業後、東京工業大学理工学部物理学科へ入学。1967年に同大学大学院理工学研究科物理学専攻修士課程へ進学。1972年に博士課程を修了し、論文「多重散乱展開とGlauber近似」で理学博士（東京工業大学）を取得。同年に東京工業大学理学部教務補佐員、1973年に同大学理学部物理学科教務職員を経て、1976年に三重大学教育学部講師、同年10月に助教授へ昇格した。1982年に東京工業大学工学部助教授・同大学大学院理工学研究科担当（科学技術史方法論）となり、1988年に同大学工学部教授に就任した。1996年から東京工業大学大学院社会理工学研究科経営工学専攻教授として技術構造分析講座を担当し研究・教育を行い、2010年3月末定年退官。東京工業大学名誉教授。
1996年に翻訳書『アインシュタイン』（岩波書店）で産経児童出版文化賞を共同受賞。2012年に『日本の核開発：1939～1955－原爆から原子力へ』（績文堂）で科学ジャーナリスト賞を受賞。

## 著書
- 『ぼくの作った温度計』（岩波書店） 1979
- 『日本の核開発：1939～1955 - 原爆から原子力へ』（績文堂出版） 2011

### 共編著
- 『科学技術史概論』（共編著、奥山修平, 内田正夫, 日野川静枝、ムイスリ出版） 1985
- 『英文で読む大科学者のことば 1』（編著、東京工業大学科学史ゼミナール編、講談社） 1985
- 『科学史』（共編著、兵頭友博, 奥山修平, 大沼正則、青木書店） 1987
- 『原爆はこうして開発された』（共編著、日野川静枝、青木書店） 1990、のち増補版 1997
- 『自然科学概論』新版（共編著、加藤邦興, 慈道裕治、青木書店） 1991
- 『新体系日本史 11』（中岡哲朗, 鈴木淳, 堤一郎, 宮地正人編、山川出版社） 2001
- 『これだけは読んでおきたい科学の10冊』（池内了編著、岩波書店） 2004
- 『"戦争と科学"の諸相』（責任編集、広島大学総合科学部編、市川浩、丸善） 2006
- 『学校で習った「理科」をおもしろく読む本 - 最新のテクノロジーもシンプルな原理から』（山崎正勝, 小林学編著、JIPMソリューション） 2010

## 翻訳
- 『自然界における五つの時間』（J・T・フレーザー、道家達将共監訳、講談社） 1984
- 『バナールの生涯』（M・ゴールドスミス、奥山修平共訳、大月書店） 1985
- 『アインシュタイン』（スティーヴ・パーカー、岩波書店） 1995
- 『オットー・ハーン』（K・ホフマン、小長谷大介, 栗原岳史共訳、シュプリンガー・ジャパン） 2006